# Togo na Zimowych Igrzyskach Olimpijskich 2018
Togo na Zimowych Igrzyskach Olimpijskich 2018 – występ reprezentacji Togo na igrzyskach olimpijskich w Pjongczangu w 2018 roku.
W kadrze znalazła się jedna zawodniczka – Mathilde Amivi Petitjean, która wystąpiła w biegach narciarskich. Dla Petitjean był to drugi start olimpijski w karierze, wystąpiła również podczas igrzysk w Soczi w 2014 roku. 
Zawodniczka pełniła funkcję chorążego reprezentacji Togo podczas ceremonii otwarcia i zamknięcia igrzysk w Pjongczangu. Reprezentacja Togo weszła na stadion jako 79. w kolejności podczas ceremonii otwarcia i jako 80. podczas zamknięcia, w obu przypadkach pomiędzy ekipami z Turcji i Tonga.
Był to 2. start reprezentacji Togo na zimowych igrzyskach olimpijskich i 12. start olimpijski, wliczając w to letnie występy.

## Skład reprezentacji

### Biegi narciarskie
| Konkurencja                                       | Zawodnik                 | Kwalifikacje | Kwalifikacje | Ćwierćfinały | Ćwierćfinały | Półfinały | Półfinały | Finały  | Finały  | Finały  |
| Konkurencja                                       | Zawodnik                 | Czas         | Miejsce      | Czas         | Miejsce      | Czas      | Miejsce   | Czas    | Strata  | Miejsce |
| ------------------------------------------------- | ------------------------ | ------------ | ------------ | ------------ | ------------ | --------- | --------- | ------- | ------- | ------- |
| Sprint indywidualny kobiet stylem klasycznym      | Mathilde Amivi Petitjean | 3:45,93      | 59. nq       | NQ           | NQ           | NQ        | NQ        | NQ      | NQ      | 59.     |
| Bieg indywidualny kobiet na 10 km stylem dowolnym | Mathilde Amivi Petitjean | —            | —            | —            | —            | —         | —         | 32:35,2 | +7:34,7 | 83.     |